# Sezai Demircan
Sezai Demircan (* 9. Februar 1985 in Bremen) ist ein deutsch-türkischer Fußballspieler, der für Bandırmaspor spielt.

## Karriere
Sezai Demircan kam als Sohn türkischer Gastarbeiter in Bremen zur Welt. Hier begann er mit dem Vereinsfußball in der Jugend von diversen Amateurvereinen und wechselte dann in die Jugend von Hannover 96. Zur Saison 2004/05 wurde er dann in den Kader des Hannover 96 II aufgenommen und blieb dort zwei Spielzeiten lang, allerdings ohne zum Einsatz zu kommen.
Im Sommer 2006 wechselte er in die Türkei zum TFF-1.Lig-Klub Kasımpaşa Istanbul. Hier kam er als Ergänzungsspieler zu einigen Einsätzen. Zum Saisonende schaffte er mit seinem Team über die Play-offs der TFF 1. Lig den indirekten Aufstieg in die Süper Lig.
Die nachfolgenden Jahre spielte er für Giresunspor, Sarıyer SK und Ofspor. Bei letzterem erzielte er in 33 Ligabegegnungen 13 Treffer.
Zur Saison 2011/12 wechselte er zum Zweitliga-Neuling Elazığspor. Hier kam er als Ergänzungsspieler lediglich zu einigen wenigen Einsätzen. Am vorletzten Spieltag schaffte man den sicheren Aufstieg in die Süper Lig.
Demircans laufender Vertrag wurde nach gegenseitigem Einvernehmen aufgelöst, woraufhin er ablösefrei zum Drittligisten Bandırmaspor wechselte.

## Erfolge
- Mit Kasımpaşa Istanbul:
  - 2006/07 Aufstieg in die Süper Lig

- Mit Elazığspor:
  - 2011/12 Aufstieg in die Süper Lig